# Siren Song of the Counter Culture
Siren Song of the Counter Culture es el tercer álbum de estudio de la banda estadounidense de hardcore melódico Rise Against lanzado el 10 de agosto de 2004. El álbum obtuvo muchas ventas en especial por su sencillo «Swing Life Away», el cual alcanzó el número 12 en la lista de Billboard Modern Rock Tracks, convirtiéndolo en el sencillo con mayor éxito de la banda hasta la fecha. Del disco también se extrajeron los sencillos «Give It All» (n.º. 37) y «Life Less Frightening» (n.º. 33).
A pesar del gran éxito comercial no ha sido el disco de Rise Against con mayor éxito en el Billboard 200 llegando al puesto número 136. Su siguiente álbum The Sufferer & the Witness alcanzó el número 10.

## Lista de canciones
1. «State of the Union» – 2:19
2. «The First Drop» – 2:39
3. «Life Less Frightening» – 3:44
4. «Paper Wings» – 3:43
5. «Blood to Bleed» – 3:48
6. «To Them These Streets Belong» – 2:49
7. «Tip the Scales» – 3:49
8. «Anywhere But Here» – 3:38
9. «Give It All» – 2:50
10. «Dancing for Rain» – 4:01
11. «Swing Life Away» – 3:20
12. «Rumors of My Demise Have Been Greatly Exaggerated» – 4:14
13. «Obstructed View» – 2:07 (Bonus Track)
14. «Fix Me» - 0:54 (Bonus Track) (Cover de Black Flag)
15. «Swing Life Away» (Acústico) - 2:26 (Bonus Track)

## Créditos
1. Tim McIlrath – Voz, Guitarra
2. Chris Chasse – Guitarra, Coros
3. Joe Principe – Bajo, Coros
4. Brandon Barnes – Batería

## Curiosidades
- La canción «Paper Wings» fue usada en el videojuego Burnout 3: Takedown.
- La canción «Give it all» fue usada en el videojuego Need for Speed: Underground 2 y Flatout 2

- Datos: Q540509